# Maralik
Maralik (armeană Մարալիկ) este un oraș din provincia Shirak, Armenia.